# Конецкі-Рострошево
Конецкі-Рострошево (пол. Koniecki-Rostroszewo) — село в Польщі, у гміні Щучин Ґраєвського повіту Підляського воєводства.
Населення — 30 осіб (2011).
У 1975-1998 роках село належало до Ломжинського воєводства.

## Демографія
Демографічна структура станом на 31 березня 2011 року:
|          | Загалом | Допрацездатний вік | Працездатний вік | Постпрацездатний вік |
| -------- | ------- | ------------------ | ---------------- | -------------------- |
| Чоловіки | 16      | 1                  | 11               | 4                    |
| Жінки    | 14      | 3                  | 7                | 4                    |
| Разом    | 30      | 4                  | 18               | 8                    |